# Nuôi ngựa

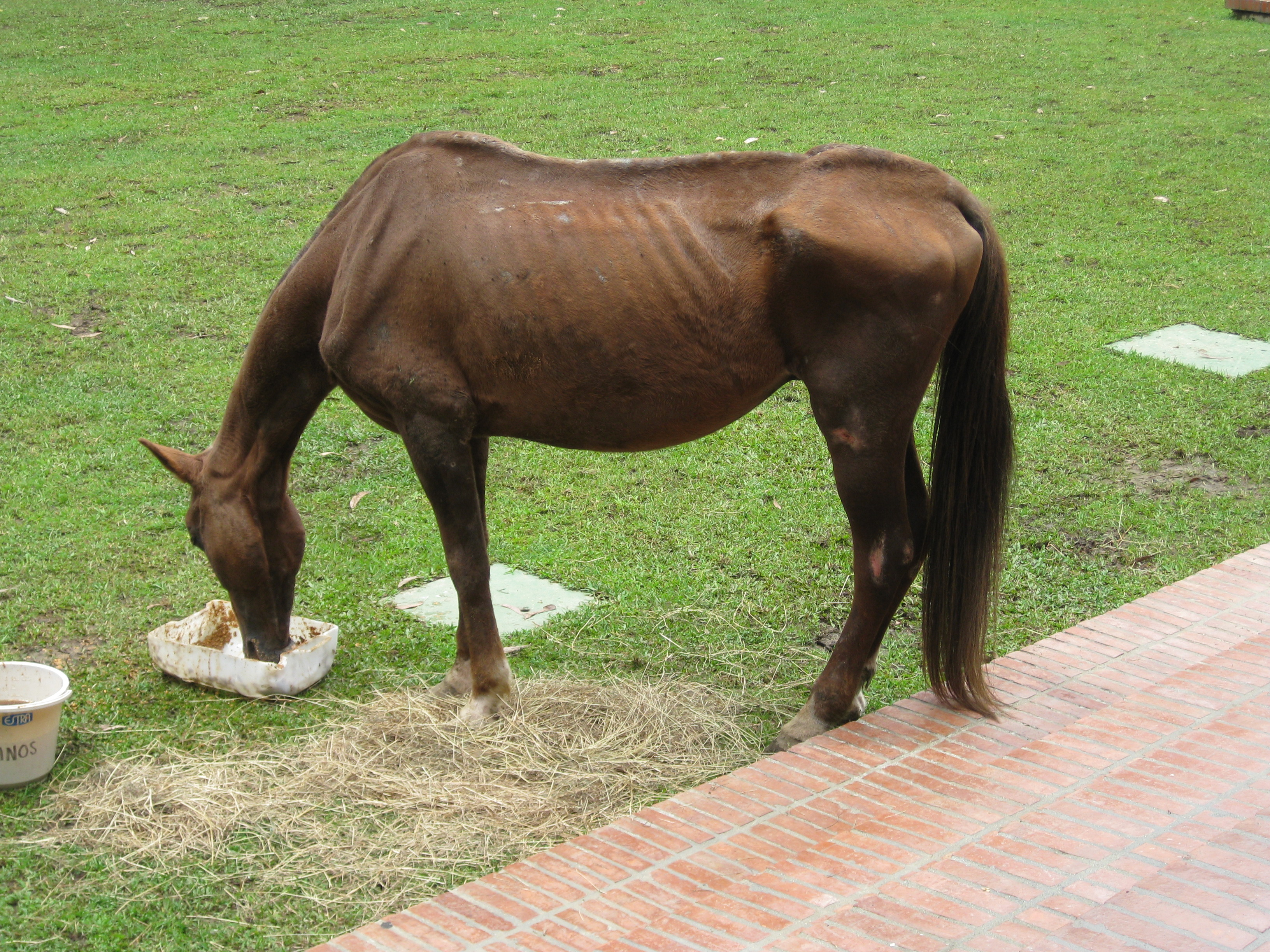
Một con ngựa đang được cho ăn rơm và thức ăn tổng hợp

Nuôi ngựa hay còn gọi chính xác là chăm sóc ngựa là việc thực hành nuôi dưỡng, chăm sóc những con ngựa để cho chúng sức khỏe tốt nhất và cuộc sống lâu dài. Ngựa được nuôi nhiều vì chúng có rất nhiều tác dụng đối với đời sống con người. Chúng có thể sử dụng để vận chuyển hàng hóa, tham gia hoạt động thể thao, phục vụ trong quân đội và chiến tranh và là nguồn thực phẩm giàu chất dinh dưỡng.
Các Tổ chức Lương thực và Nông nghiệp (FAO) ước tính rằng trong năm 2008, đã có gần 59.000.000 ngựa trên thế giới, với khoảng 33.500.000 ở châu Mỹ, châu Á và 13.800.000 6.300.000 ở châu Âu và các phần nhỏ hơn ở Châu Phi và Châu Đại Dương. Có được ước tính là 9.500.000 ngựa ở Hoa Kỳ. Các Hội đồng ngựa ở Mỹ ước tính rằng các hoạt động ngựa liên quan có tác động trực tiếp đến nền kinh tế của Hoa Kỳ của trên 39 tỷ USD và chi tiêu gián tiếp được coi là có tác động hơn 102 tỷ USD.
Một trong những trò chơi thể thao mà nhiều nước ưa thích đó là trò đua ngựa, đua ngựa đem lại sự thích thú, sảng khoái, tiền bạc cho người cá độ. Ngựa có sức ảnh hưởng kinh tế lớn. Có khoảng 4.6 triệu người Mỹ làm việc trong ngành công nghiệp liên quan đến ngựa theo cách này hay cách khác. Ngành công nghiệp ngựa Mỹ ước tính có ảnh hưởng kinh tế lên đến 39 tỷ USD mỗi năm. Đó chỉ là con số ít ỏi cho khoảng chín triệu con ngựa ở Mỹ. Có khoảng 58 triệu con ngựa trên thế giới và phần lớn chúng được chăm sóc bởi con người.
Khi loài ngựa được con người thuần hóa đã bị con người biến đổi thành hàng chục, hằng trăm giống khác nhau để thích ứng với nhu cầu mong muốn của con người, như tạo giống ngựa chạy nhanh hơn, mạnh hơn, lớn hơn, hoặc nhỏ hơn.v.v. Còn ngựa cũng đã thay đổi xã hội loài người trên toàn thế giới trong nhiều lảnh vực như: dùng ngựa làm phương tiện đi du lịch, thương mại, vui chơi, làm việc và nhất là trong chiến tranh thời xa xưa dùng ngựa làm phương tiện vận hành nhanh chóng nhất, điều này đã quyết định rất nhiều cho việc thành bại trong cuộc chiến.

## Tổng quan

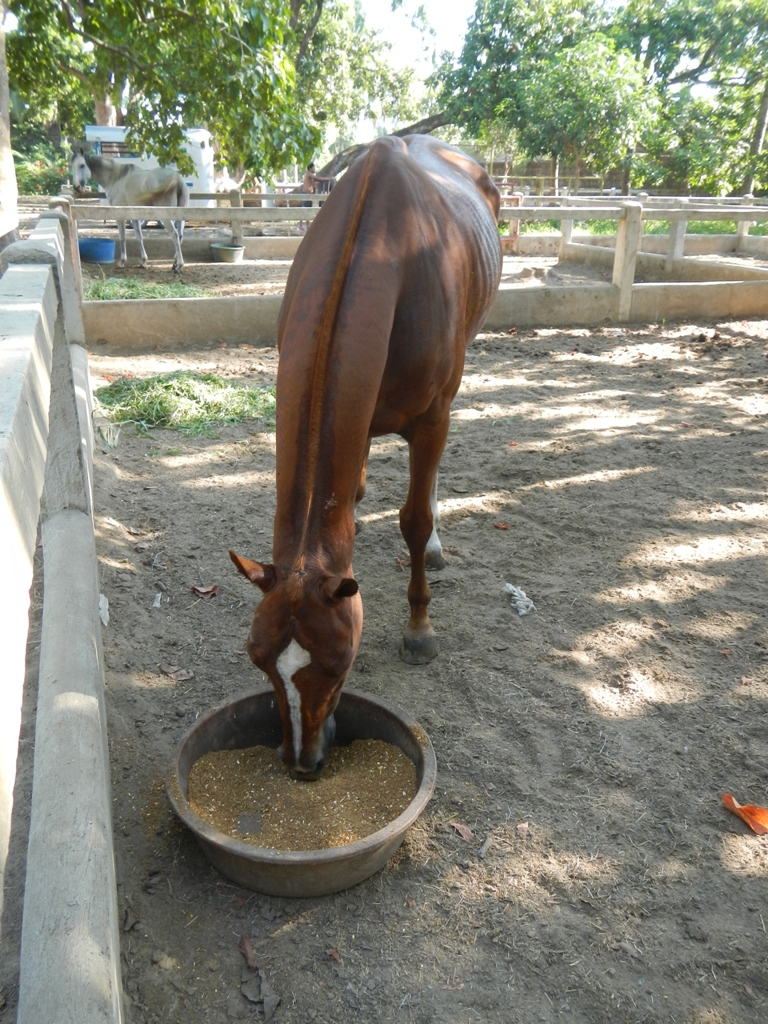
Một con ngựa đang ăn cám tổng hợp

Nhìn chung, việc nuôi ngựa và chăm sóc ngựa là một kỳ công, đặc biệt là người nuôi (nài ngựa) phải có kinh nghiệm và sự am hiểu về tâm sinh lý của con vật. Ngựa là loài rất dễ nuôi, bởi chúng thích ăn tạp hầu như tất cả các củ, quả, rau, cỏ, thóc, ngô, cám gạo, mặc dù vậy ngựa thường rất nhạy cảm với những thức ăn không hợp vệ sinh, chỉ cần ăn hay uống phải nước bẩn thì ngựa dễ bị đau bụng dẫn đến ốm chết. Nuôi ngựa không khó mà cũng không dễ, người nuôi phải chăm ngựa như nuôi con. Ngựa ở sạch hơn cả con người, chỉ cần nó toát mồ hôi nhiều và ngửi thấy mùi mồ hôi của mình, con ngựa lập tức tỏ vẻ khó chịu và mệt mỏi, rồi dở chứng. Ngựa cũng ốm đau, bệnh tật, ăn ở, tắm rửa kỹ lưỡng hơn cả con người. 

### Phương thức
Một số phương thức chăn nuôi ngựa hiện nay Ngựa được chăn nuôi rộng khắp ở các vùng địa lý, kinh tế với tập quán hướng sử dụng khác nhau đã tạo nên những phương thức chăn nuôi khác nhau.
Phương thức chăn nuôi bầy đàn: Ngựa được chăn nuôi với số lượng vừa phải trong các hộ gia đình hay trong các nông trang trại với mục đích kết hợp làm việc và sinh sản. Phương thức này đã tồn tại từ lâu đời đối với những dân du mục ở các vùng thảo nguyên hoặc những vùng chăn nuôi chưa phát triển. Với phương thức này ngựa đực và ngựa cái được nuôi chung đàn, phối giống tự do, ít có sự tác động của con người. Ở Việt Nam phương thức này đã tồn tại ở một số địa phương: Bắc Kạn, Lào Cai, Cao Bằng, Hà Giang Ngựa được quản lý trong hộ gia đình trong vụ trồng trọt từ tháng 11 năm trước đến tháng 4 năm sau. Những ngày thả rông cũng là mùa sinh sản, ngựa đực và ngựa cái phối giống tự do. Phương thức chăn nuôi này cho năng suất rất thấp, dẫn đến khả năng sinh trưởng kém.
Phương thức chăn nuôi bán chăn thả: Phương thức này được áp dụng ở những hộ chăn nuôi có định hướng, có mục đích. Người chăn nuôi có chọn giống, có tác động khoa học kỹ thuật và tuyển ngựa theo mục đích riêng. Phương thức này có hai hình thức chăn nuôi đó là: 
- Chăn nuôi ngựa theo từng cá thể: Những ngựa đực và ngựa cái chuyên dùng để nhân giống, hoặc chuyên dùng cho việc sản xuất gắn liền với từng chủ hộ và những yêu cầu nhất định của người chăn nuôi. Ngựa được tuyển chọn theo mục đích riêng và được quản lý, chăm sóc, nuôi dưỡng riêng biệt. Việc chăn thả ngựa chỉ là hình thức vận động hoặc vận động có quy trình kỹ thuật. Phương thức chăn nuôi này đã có tổ chức phối giống, có sự theo dõi chặt chẽ ngựa đực và ngựa cái, có áp dụng kỹ thuật phối giống và theo dõi đánh giá khả năng sinh sản của ngựa. Sử dụng phương thức chăn nuôi này nếu người chăn nuôi không được trang bị đầy đủ về kỹ thuật sinh sản của ngựa thì tỷ lệ thụ thai thấp.
- Chăn nuôi theo nhóm được áp dụng tại các nông hộ hoặc trong các nông trang trại, số lượng ngựa đực và ngựa cái được điều chỉnh theo tỷ lệ và được tuyển chọn nuôi kết hợp sinh sản và làm việc. Phương thức chăn nuôi này có thể áp dụng những tiến bộ khoa học kỹ thuật nhất định trong việc chọn giống và nâng cao năng suất sinh sản. Ngoài niềm đam mê, người nuôi ngựa phải biết chắt lọc kinh nghiệm, tích lũy kiến thức khoa học cần thiết.

Một thống kê từ năm 2000 đến nay, số lượng ngựa ở Việt Nam đã giảm nhanh chóng, từ 126.500 con hiện chỉ còn 88.100 con do giao thông miền núi đã được cải thiện nhưng cái chính là do phong trào nấu cao, xẻ thịt. Chỉ riêng ở huyện Phú Bình-Thái Nguyên, mỗi tuần đều có 200 con ngựa được chuyển từ trên miền núi về để thịt hoặc nấu cao. Tuy nhiên khoảng 3-4 năm gần đây, phong trào nuôi ngựa lại mạnh trở lại do nhu cầu sử dụng ngựa làm du lịch, cưỡi, làm cảnh diễn ra khá mạnh ở Hà Nội, Thành phố Hồ Chí Minh, Đà Nẵng, Huế, Lào Cai, Hà Giang. Trại Bá Vân là lò sản xuất ngựa đua đầu tiên. Hiện nay đã có thêm một số trung tâm nuôi ngựa như ở Nha Trang (Khánh Hòa), Đức Hòa (Long An) hoặc Củ Chi.
Nhiều người từ tận miền Nam ra để lùng mua ngựa đua, ngựa cảnh thì tôi cũng gặp rất nhiều nông dân ở Thái Nguyên, Bắc Giang, Bắc Kạn tìm vào xin nhận chuyển giao về làng bản để nuôi làm ngựa thồ kéo, cưỡi hoặc lập trang trại ngựa thịt. Trại ngựa Bá Vân để bảo tồn nguồn gene ngựa Việt, chuyên nuôi dưỡng, bảo tồn và lai tạo những giống ngựa thuộc loại quý hiếm. Đây cũng là nơi sản xuất ngựa đầu tiên và lâu đời nhất. Mỗi khu là một giống ngựa khác nhau. Để nghiên cứu, bảo tồn, nhân giống và lai tạo rất nhiều giống ngựa. Trong đó, quý nhất là giống ngựa đua và ngựa bạch. Ngoài ra còn có những con ngựa lai khác.

### Chọn giống
Tùy vào mục đích sử dụng người ta có thể chọn con giống có những đặc điểm phù hợp. Thời gian chọn giống cần tiến hành chọn giống là từ giai đoạn 6 tháng tuổi. Nếu chọn ngựa để thồ hàng thì chọn con mình ngắn, chân to, độ dài vừa phải. Còn nếu chọn ngựa để cưỡi thì chọn con mình dài, chân nhỏ và cao. Đối với các giống ngựa đua, muốn huấn luyện một con ngựa đua đạt chuẩn phải có đủ hai yếu tố quan trọng là giống và kỹ thuật. Trong đó điều kiện tiên quyết phải chọn theo dòng máu, gia phả và truyền thống thi đấu của dòng họ con ngựa ấy. Dựa vào lý lịch, hệ phả thì người nuôi phải chọn ngựa có bố mẹ khỏe mạnh, khả năng sinh sản, làm việc tốt. Dựa vào đặc điểm ngoại hình chúng khỏe mạnh, cân đối, không bị dị tật, mắt to tròn, tinh nhanh, tai ve vẩy, linh hoạt, cổ chân thẳng, móng tròn, màu lông đồng nhất, bộ phận sinh dục bình thường.
Một con ngựa đua thường được lựa chọn rất gắt gao, phải chọn dòng, chọn giống, lý lịch phả hệ kỹ càng. Nếu ngựa cha, mẹ có tốt, ngựa con đẻ ra mới là ngựa đua bản lĩnh. Ngựa đua cũng được đăng ký làm giấy khai sinh, đầy đủ thông tin chi tiết như tên, năm sinh, giới tính, màu lông, đặc điểm nhận dạng, tên ngựa cha mẹ, tên chủ nuôi. Giấy khai sinh đối với một chú ngựa đua rất quan trọng, vì nếu không có nó, chú ngựa sẽ không được phép tham sự các cuộc đua. Hầu hết chủ ngựa khi đặt tên ngựa sẽ dựa vào sở thích, hay gửi gắm vào đó một thông điệp, khát vọng. Có những chủ ngựa thích đặt theo tên người nổi tiếng. Một lưu ý khác, tên ngựa đua khi ra trường đua cũng không được trùng nhau. Nếu trùng, sẽ phải làm lại giấy khai sinh khá phiền phức.

## Kỹ thuật

### Chuồng trại

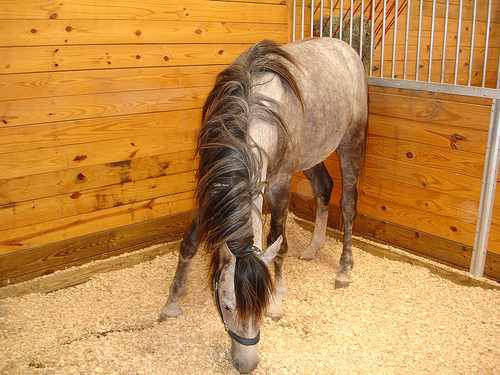
Một con ngựa đang ở trong chuồng

Ngựa thường được nuôi nhốt trong chuồng và trong chuồng thường có tàu cỏ. Ngày nay, trong quy trình nuôi nhốt hiện đại thì chuồng cần được thiết kế chuồng với hai mái để tạo sự thông thoáng và tránh để mưa hắt vào. Mái có thể lợp bằng cọ hoặc pro-xi măng. Chuồng nuôi ngựa có thể được xây bằng gạch hoặc tận dụng các vật liệu có sẵn khác như tre, gỗ, nứa.
Trong chuồng có thiết kế cửa sổ, cách nền chuồng 1.5- 1.8 mét. Nền chuồng nên lát bằng gạch để bảo vệ tốt móng ngựa. Độ dốc của nền chuồng là 1-2% so với rãnh thoát nước trong chuồng. Mặt trước của chuồng và các mặt bên của chuồng, thiết kết 2-3 toang để thuận lợi cho việc chăm sóc ngựa. Mỗi toang cách nhau 40–45 cm. Nếu chuồng nuôi ngựa sinh sản thì cần đóng thêm những tấm phên nhỏ để ngựa con không chui ra ngoài được. Trong chuồng, cần có máng ăn, máng uống cho ngựa (tàu ngựa). Máng ăn, máng uống cao khoảng 1 mét, để cho ngựa ăn uống thuận lợi.
Có thể làm chuồng rộng hẹp khác nhau nhưng cần đảm bảo mật độ vừa phải, phù hợp cho ngựa sinh hoạt. Với ngựa sau cai sữa từ 6-12 tháng, mật độ trung bình từ 1,5-2m2/ con. Với ngựa trên 1 năm tuổi, mật độ trung bình từ 5-6 m2/ con. Những ngựa nhốt trong cùng một ô chuồng nên đồng đều về thể trạng để tránh tình trạng ngựa bé bị ngựa lớn làm bị thương. Cần lưu ý với ngựa chửa hay ngựa mẹ đang nuôi con cần nhốt riêng trong một ô chuồng.
Ngựa là động vật có thuộc tính vận động mạnh nên trong thiết kế chuồng ngựa phải có sân chơi cho ngựa. Sân chơi thiết kế liền chuồng nuôi. Sân chơi có thành cao 1.2 -1.5m, được quây bằng các thanh ngang (có thể bằng gỗ, ống tuýp nước chắc chắn..) hoặc bằng mắt lưới như chú ý chắc chắn, không để ngựa bị thương). Mật độ trung bình 2m/ con đối với một sân chơi.

### Chế độ ăn

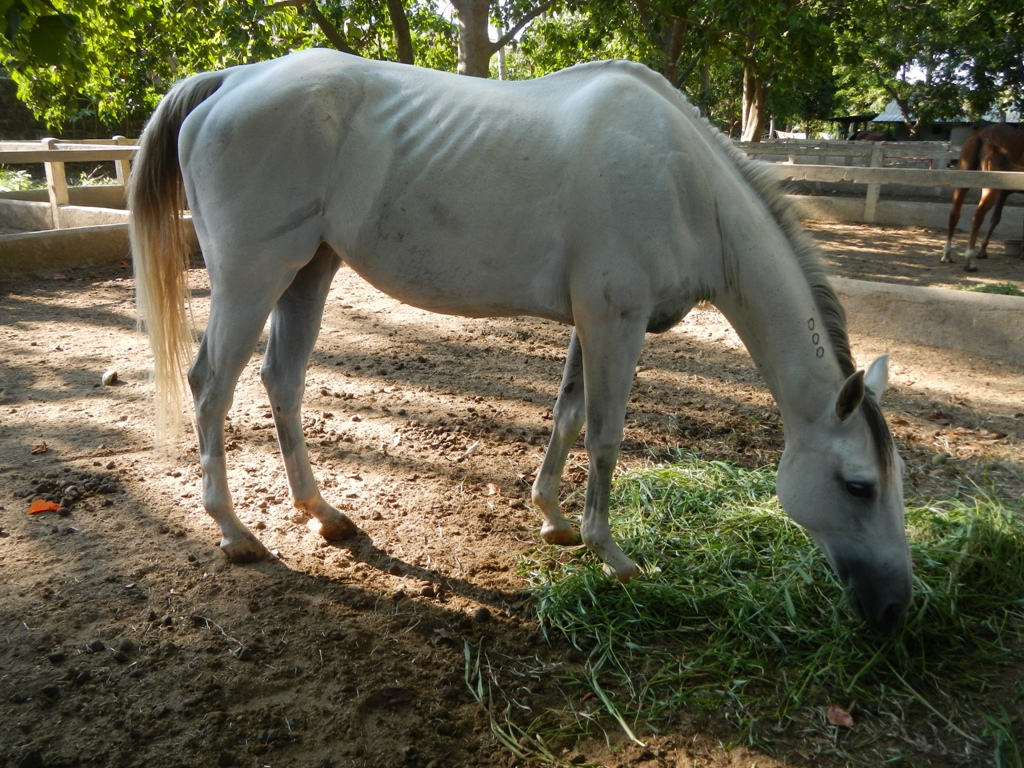
Một con ngựa trắng đang ăn cỏ

Để chăm được đàn ngựa béo núng nính là điều không dễ. Người có thể đói ăn chứ ngựa thì tuyệt đối không. Ngày trước ngựa toàn ăn thóc với gạo. Mỗi ngày chúng có thể ăn cả chục kg, ngốn hết vài trăm ngàn. Nhưng ngựa ăn cỏ không thì gầy trơ xương, nhai cỏ cho đỡ buồn miệng thôi, cái chính vẫn phải ăn lúa, gạo.
Bởi khẩu phần ăn của ngựa đua gồm cỏ, lúa, đậu nành, trứng gà sống và các loại thuốc bổ. Đặc biệt, so với ngựa thường, ngựa đua được cho ăn nhiều lúa hơn cỏ. Thông thường, một con ngựa thường ăn hết 1 đến hơn 1 dạ lúa (50 kg) trong vòng nửa tháng thì ngựa đua chừng 2 ngày hết 1 dạ. Ngay từ khi mới được 4 tháng, ngựa đua đã phải được cho ăn lúa để giúp xương cứng chắc, nếu không xương xốp, dễ bị gãy khi đua. Vào những năm ngựa còn tung vó trên trường đua thì chúng được ăn lúa nhiều hơn và được chăm sóc rất kỹ.
Khi kinh tế khó khăn những người nuôi ngựa chỉ muốn giữ lại cái nghề một thời, nên những con ngựa ngày xưa thay vì ăn lúa nay chuyển sang ăn cỏ nhưng để cho ra lò một con ngựa đua thực thụ, đòi hỏi nhiều kỹ năng chăm sóc, huấn luyện của người nuôi. Ngựa đua phải mất từ 3-4 năm mới thi đấu được. Do vậy, để tích lũy sức bền, ngoài dinh dưỡng hợp lý, người nuôi phải tập dượt cho ngựa thường xuyên. Quan trọng hơn, người nuôi phải có kiến thức thú y vững vàng để biết cách chăm sóc, vệ sinh chuồng trại bởi ngựa rất hay đổ bệnh
Thông thường, hằng ngày ngựa được thả ngoài bãi và có thể tự kiếm khoản 40% lượng thức ăn cần thiết cho chúng. Khi ngựa ở tại chuồng, cần bổ sung một lượng thức ăn tương đương với 60% nhu cầu của chúng, bao gồm cả thức ăn thô và thức ăn tinh. Chia thức ăn ra cho ngựa ăn làm 2 bữa sáng và tối, cần cho ngựa uống nước tự do và bổ sung khoáng chất, có thể dùng bánh khoáng chuyên dành cho chăn nuôi ngựa, phù hợp với từng giai đoạn của ngựa. Dùng dây luồn bánh khoáng và treo trong chuồng, để cho ngựa liếm tự do.
Đối với ngựa đua, người nuôi dựa vào chiều cao, cân nặng mà phân bổ thuốc men, khẩu phần ăn hợp lý để đảm bảo sức khỏe và phong độ thi đấu của ngựa đua. Chế độ ăn của các giống ngựa đua được thực hiện một cách nghiêm ngặt để đảm bảo thể trạng tốt nhất cho mỗi cuộc đua của chúng. Mỗi ngày, có những chủ ngựa phải ra vào ép cho một con ngựa có chiều cao và cân nặng trung bình ăn đủ 15 kg lúa đúng vào giờ giấc đã quy định. 

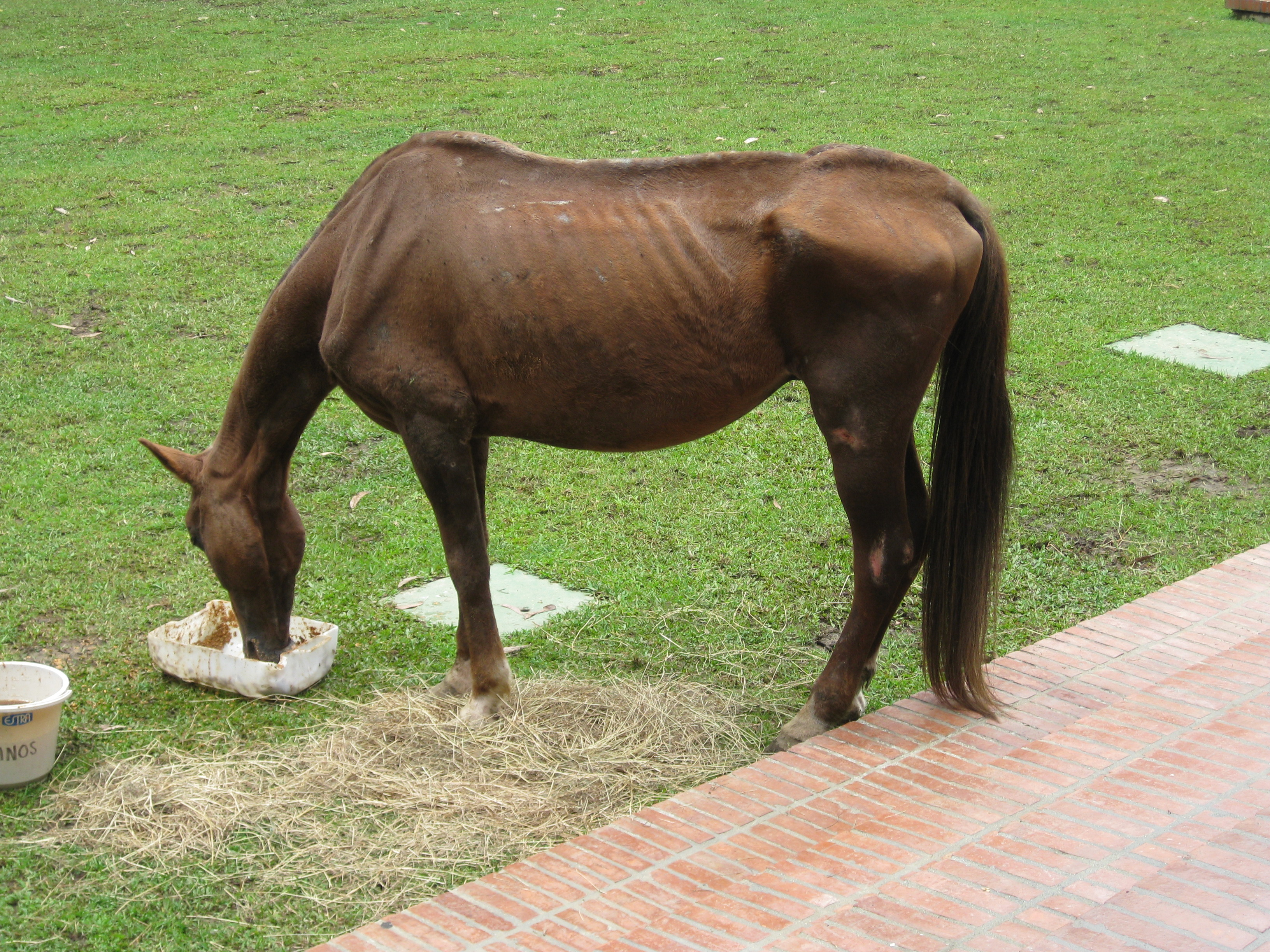
Một con ngựa đang ăn cỏ

Một số loại thức ăn thô mà ngựa yêu thích như cỏ voi, cỏ TD 58, các loại phụ phẩm nông nghiệp như thân cây ngô, lá lạc, dây lang. Vào mùa đông, thức ăn thô tươi khan hiếm, có thể chuẩn bị rơm khô để làm thức ăn thô khô cho ngựa. Cho ngựa ăn phối hợp các loại cỏ chứ không nên chỉ sử dụng một loại cỏ, dùng nhiều cỏ chứa nhiều nước ngựa sẽ đau bụng. Lưu ý khi cho ăn thức ăn thô khô thì tỉ lệ thay thế 1 thô khô bằng 3 thô tươi. Tuyệt đối không để ngựa ăn thức ăn bẩn.
Lưu ý nếu ăn phải những loại cây sau đây, ngựa có thể bị ngộ độc, bị bệnh, đau đớn hoặc thậm chí là chết:
- Thủy tùng, cỏ lưỡi chó (cực độc - gây chết ngựa)
- Quả đầu
- Dương xỉ diều hâu
- Mao lương hoa vàng
- Cây lanh
- Mao địa hoàng
- Laburnum
- Cây độc cần
- Cây mộc tặc
- Cây nguyệt quế
- Cây ớt mả
- Cây sồi
- Cây trúc đào
- Cây khoai tây
- Cây thủy lạp
- Cây đỗ nguyên
- Cây lúa miến
- Cây cỏ ban

Ngoài thức ăn thô, cần bổ sung thêm thức ăn tinh cho ngựa. Đây là nguồn thức ăn quan trọng giúp cung cấp dinh dưỡng để ngựa phát triển tốt hơn. Thức ăn tinh khô như cám hỗn hợp, cám gạo hay các loại củ tươi như ngô, khoai, sắn. Đối với sắn, chỉ dùng làm thức ăn cho ngựa vào mùa đông, khi cây đã trút lá vì lúc này lượng nhựa đã giảm, tránh gây ngộ độc cho ngựa. Trước khi cho ngựa ăn, cần gọt vỏ, cắt nhỏ, ngâm trong nước 30 phút. Đối với cám, cần trộn nước để ngựa không bị sặc.
Đối với ngựa đẻ, sau khi đẻ, cho ngựa mẹ uống uống nước ấm có pha muối hoặc cám. Bồi dưỡng cháo gạo trong khoảng 1 tuần để ngựa mẹ mau lại sức. Mấy ngày sau khi đẻ chỉ nên cho ngựa ăn ít nhưng ưu tiên những thứ dễ tiêu như cám, cỏ non, 5-7 ngày sau ngựa ăn khoẻ thì tăng dần khẩu phần. Ba ngày sau khi đẻ để ngựa ở trong chuồng chăm sóc chu đáo. Từ ngày thứ 7 trở đi dắt ra buộc ở bãi cỏ gần chuồng. Cũng thời gian này, ngựa mẹ đã động dục trở lại, cần theo giỏi để kịp thời phối giống.
Để có nhiều sữa cho con bú, ngay từ tháng chửa cuối, đã phải nuôi ngựa mẹ bằng chế độ dinh dưỡng cao. Sau khi đẻ cho ăn đủ cỏ tươi, cỏ họ đậu, củ quả, thức ăn tinh, thức ăn giàu chất khoáng. Trong 1 lít sữa có 0,8 g Ca và 0,6 g P tức là một ngày ngựa cái tiết ra theo sữa 8 – 12 g Ca và 6 – 9 g P. Cứ sản xuất ra 1 kg sữa, ngựa cái cần 0,33 đơn vị thức ăn với 30 – 35 g prôtêin thêm vào khẩu phần duy trì.
Đối với ngựa con được 3 tháng tuổi, bắt đầu cho ngựa con tập ăn cám tổng hợp, cỏ non, người nuôi cần cho thức ăn vào máng ăn nhỏ trong chuồng ngựa con và cho ăn tự do. Với ngựa sau cai sữa từ 6 tháng đến 1 năm cho ăn thức ăn thô bằng 15-20% trọng lượng cơ thể và bổ sung 1 kg thức ăn tinh/ ngày. Với ngựa trên 1 năm, cho ăn thức ăn thô bằng 12-15% trọng lượng cơ thể và bổ sung 1,5 kg thức ăn tinh/ ngày. Với ngựa chửa và nuôi con cần tăng lượng thức ăn tinh lên khoảng 2 kg/ con/ ngày.

### Chăm sóc

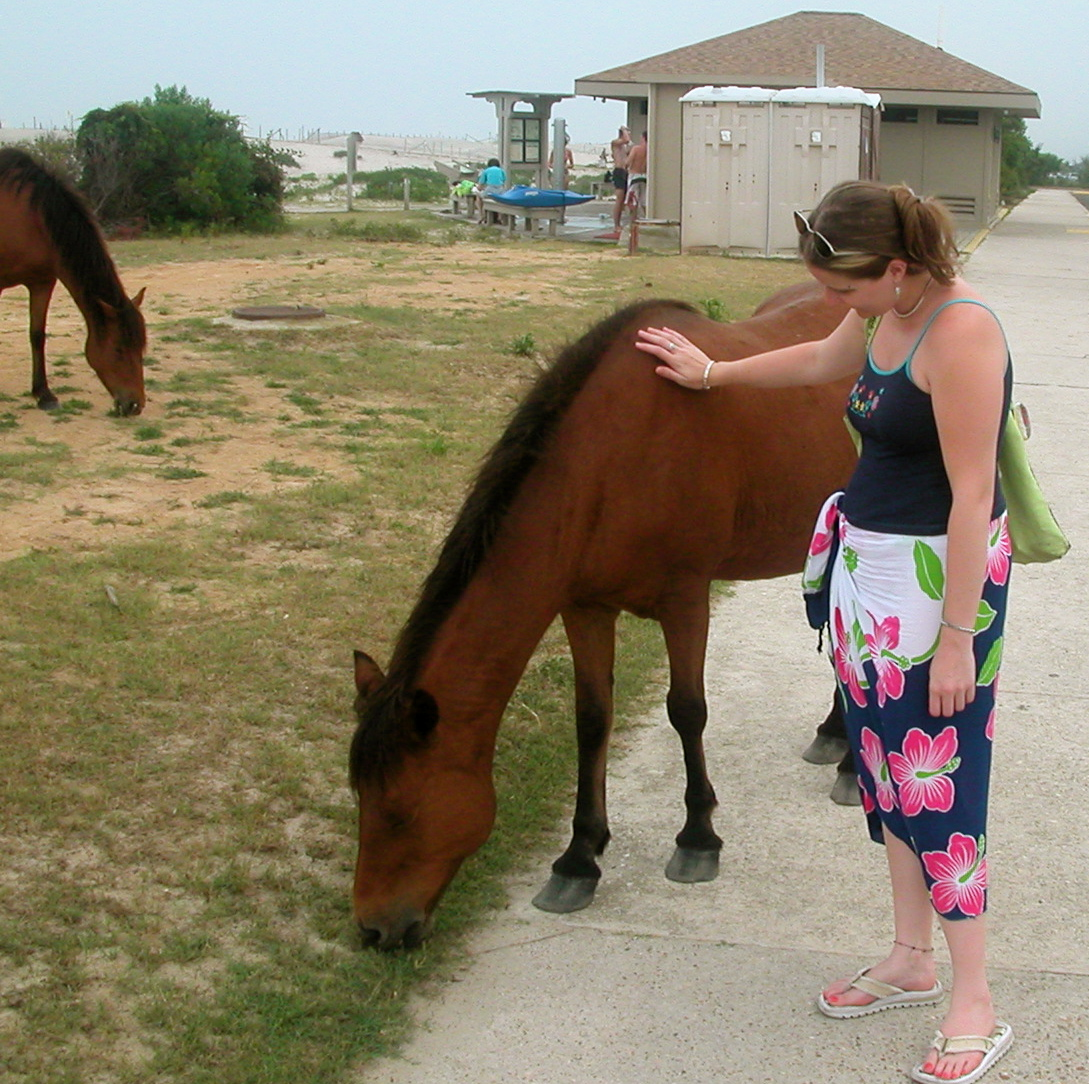
Chăm sóc chải chuốt cho ngựa

Tùy theo giống, môi trường sống và cách nuôi, ngựa có tuổi thọ trung bình khoảng 20-30 năm, nhưng cũng có con sống đến 40 năm, hay lâu hơn. Ngựa sống lâu đời nhất được ghi nhận là ngựa "Old Billy", ở thế kỷ 19 sống đến 62 tuổi. Và thời đại hiện nay, theo sách kỷ lục Guinness ghi chép có con ngựa sống lâu nhất thế giới vừa chết năm 2007 với số tuổi 56. Ngựa thọ kỹ lục ghi trong Guinness Book tên Sugar Puff, chết năm 2007 ở tuổi 56, và ngựa tên Old Billy chết ở tuổi 62 trong thế kỹ 19.
Việc chăm sóc và huấn luyện cho ngựa đòi hỏi có sự bài bản, dày công và quan trọng là tình cảm gắn bó giữa người nuôi ngựa và con ngựa, người nào kề cận bên nó nhiều thường có tình cảm và rất trung thành. Con ngựa là một trong những loài vật nuôi thân cận, có tình cảm và trung thành nhất với con người. Một khi nó đã có tình cảm với người nuôi nó sẽ rất ngoan hiền, dễ bảo. Để nuôi được một con ngựa đua tốt, người ta phải tốn nhiều công sức và chỉ những người thực sự đam mê mới bám trụ được với cái nghề này.
Ngựa 3-4 tuổi là có thể đưa đi đua, mỗi con có thể đua tới 15 năm. Ngựa sung sức nhất là từ 6 đến 8 tuổi. Sau khi hết tuổi đua, những con ngựa tốt sẽ được dùng để phối giống, tuổi đời ngựa có thể kéo dài tới 30 năm. Để ngựa đua được khỏe và bền, hằng ngày phải cho ngựa tập chạy, lội bùn. Mỗi con ngựa trưởng thành mỗi ngày ăn ít nhất cũng 10 kg lúa, ngoài ra còn phải tiêm thuốc tăng lực, tắm rửa vệ sinh đề phòng bệnh tật. 
Việc tắm chải giúp ngựa tăng cường sự tuần hoàn và trao đổi chất, sinh trưởng tốt. Ngoài ra, tắm chải còn giúp ngựa phòng tránh được các ký sinh trùng ngoài da như rận, ghẻ. Vào mùa nóng, bà con tắm chải hàng ngày, còn vào mùa lạnh chỉ nên chải lông cho ngựa. Khi chải lông cần trải theo chiều của lông từ trên xuống dưới. Đặc biệt khi chải đến phần đầu cần nghẹ tay để tránh cho ngựa bị trầy xước. Bí quyết thường xuyên vuốt ve chóp lông mao của con vật là cách lấy tình cảm của con ngựa nhanh nhất vì con ngựa đặc biệt rất thích vuốt chóp lông mao, gặp con ngựa chứng thì càng phải vuốt ve nó nhiều hơn.
Thực hiện cắt bờm, đuôi ngựa, trong quá trình chăm sóc, cần chú ý xem bờm và đuôi ngựa đã quá dài hay chưa để cắt sửa kịp thời, tránh tình trạng bờm bị vón, chạm và mắt làm đau mắt hay đuôi ngựa quá dài dễ bị bẩn. Cách cắt bờm là phía trước cắt trêm mắt, phía sau cắt ngắn còn 2–3 cm. Cách cắt đuôi ngựa thì cần hết sức cẩn thận, chú ý vị trí đứng, tránh để bị ngựa đá hậu. Khi cắt đuôi ngựa phải đứng ngang bên hông, không được đứng phía sau, ước khoảng ngang kheo để cắt đuôi cho ngựa.

### Luyện tập
Chăm sóc, thuần dưỡng một con ngựa đua là một kỳ công nghệ thuật. Ngoài chế độ ăn uống, vệ sinh nghiêm ngặt, ngựa còn phải được tập luyện thường xuyên. Một con ngựa, chỉ cần đoạt vài giải nhất là người ta săn lùng mua ráo riết. Nếu ngựa tốt, ngựa khoẻ, nhưng huấn luyện không giỏi; thì cũng chỉ làm ngựa kéo hay ngựa thịt. Huấn luyện giỏi, ngựa đua mới có thể tuyệt đối trung thành, tuân theo mệnh lệnh của chủ, khi ra đường đua không chỉ nhanh, mạnh, dai sức, mà còn có tác phong đẹp, dũng mãnh. Một chú ngựa có tốt hay không, được đánh giá theo 3 yếu tố là ngoại hình, nài ngựa và quan trọng nhất là tài năng chú ngựa thể hiện trong quá trình tập duyệt trước ngày đua.
Huấn luyện và cho ngựa vận động, hằng ngày, ngoài thời gian thả ngựa vận động theo đàn khoảng 4h/ ngày thì cần cho tập cho ngựa vận động thêm 1 lần/ngày, trong giờ. Buộc dây cho ngựa cố định tại một chỗ, huấn luyện ngựa chạy vòng tròn có đường kính khoảng 5 m, lấy điểm buộc dây làm tâm. Cho ngựa chạy tốc độ bình thường, không nên chạy quá nhanh làm ngựa mất sức. Chế độ tập luyện vừa đủ này sẽ giúp ngựa nâng cao sức khỏe, sinh trưởng phát triển tốt hơn.
Với những ngựa sau cai sữa, ngựa chửa và ngựa mẹ đang nuôi con thì không áp dụng bài tập này. Với thời tiết rét và nhiều sương muối, thì không nên chăn thả ngựa ở ngoài bãi cỏ, chỉ chăn thả ngựa vào những ngày nắng ấm và khô ráo. Khi ngựa còn nhỏ, thì phải làm giấy khai sinh, giống y như con người. Sau đó, chăm sóc khoảng 2,5 tuổi, ngựa thay răng thì phải đăng ký dự đo, gác nài, cưỡi ngựa, dẫn bộ, cho chạy ngắn, chạy vừa tập cho ngựa có thói quen dần.

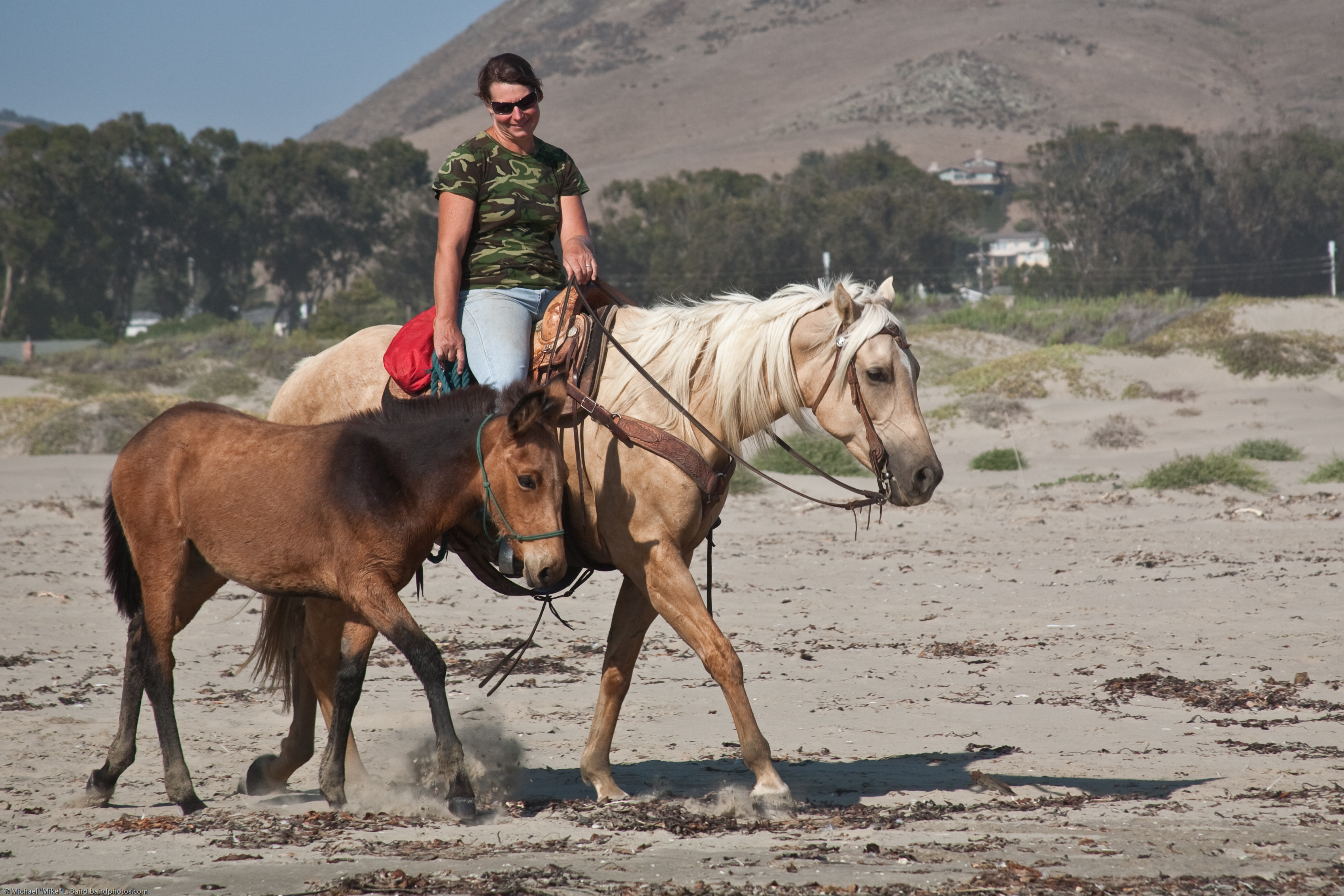
Dắt ngựa đi dạo

Rèn sức bền cho ngựa đua là một công đoạn rất cần sự kiên trì của người huấn luyện. Việc tập luyện sức bền cho ngựa bao gồm quần đường trường và dợt nước. Một ngày ít nhất cũng phải quần ngựa 5–6 km, nếu sắp thi đấu thì quần từ 10–20 km, ngựa mới có đủ sức bền. Quần ngựa phải canh lúc vừa hửng nắng, không khí mát mẻ. Thời điểm này không khí, độ ẩm tốt nhất cho ngựa chứ nắng gắt ra mồ hôi nhiều con ngựa dễ mệt mỏi, khó chịu. Bên cạnh việc quần ngựa đường trường, người huấn luyện ngựa rất chú trọng giai đoạn dợt nước cho ngựa đua.
Ở giai đoạn này, người huấn luyện tìm cách đưa ngựa xuống một hầm nước sâu, cho ngựa bơi lội, vận động toàn thân. Dợt nước tạo điều kiện cho con ngựa hoạt động cơ bắp toàn thân, tăng độ dẻo dai và mau chóng thích ứng với những điều kiện thời tiết khác nhau. Mỗi ngày từ lúc khuya, thức dậy dắt ngựa đi quần giò, quần nước, dắt ngựa lội xuống hồ nước sao cho bụng nó gần chạm mé nước. Nước còn lạnh nên theo phản xạ tự nhiên ngựa sẽ thóp bụng lại. Đây là bài luyện tập về cơ bụng làm giảm cân, tăng khả năng chạy nhanh. Ngoài ra, đứng dưới nước cũng khiến chân ngựa phải nhón lên cao, móng sẽ ít chạm đất hơn, giảm ma sát trong những pha nước rút ở trường đua.
Với những con ngựa có cân nặng vượt mức cho phép, chủ ngựa thường dùng một tấm nhựa lớn bao quanh, bịt kín ngựa trong vòng 20-60 phút và ngựa đi dạo trong thời gian nhất định. Thao tác này buộc ngựa tiết ra nhiều mồ hôi, mỡ teo lại và nổi bắp thịt lên, tạo thể hình đẹp mắt. Thực hiện thao tác này không đúng kỹ thuật khiến ngựa đua mất sức, mất phong độ. Khi vừa mở tấm nhựa ra, ngay lập tức, người nuôi phải nhanh tay lau sạch những màng bọt mồ hôi kết tụ lại trên khắp thân ngựa. Nếu để ngựa ngửi thấy mùi mồ hôi của nó, nó sẽ rất khó chịu, và mệt lả.

### Phòng bệnh
Chăm sóc cho ngựa ngoài tính nhẫn nại, chịu khó, còn phải có kiến thức. Như chuyện tưởng chừng rất đơn giản là chích thuốc, không phải người nào cũng làm được. Nếu chích thuốc quá liều hoặc tìm không đúng ven, ngựa sẽ sốc thuốc và chết. Ngựa bị áp xe, nếu tắm bằng nước không sạch, vết thương sẽ bị nhiễm trùng. Ngựa đua phải trải qua nhiều lần chích thuốc (thuốc khỏe, thuốc chống mỏi), do vậy làm cách nào để thải các chất tàn dư này ra khỏi cơ thể ngựa cũng là một bí quyết, cách xả độc ở Gò Vấp: Trùm lên mình ngựa một tấm ni lông, dẫn đi quần cho vã mồ hôi là được. Nếu chịu khó, người nuôi ngựa đua có thể sống khỏe. Để phòng bệnh cho ngựa, cần làm tốt khâu vệ sinh chuồng trại bằng cách tiến hành quét vôi 2 lần/ năm hoặc phun thuốc sát trùng Crizin 2%, một năm 3 lần.
Các bệnh thường gặp ở ngựa là bệnh ký sinh trùng đường máu, bệnh ký sinh trùng đường tiêu hóa. Phòng bệnh ký sinh trùng đường máu bằng cách Dùng Azidin, pha dung dịch 7 %, tiêm 1 năm 2 lần. Phòng bệnh ký sinh đường tiêu hóa thì đối với ngựa con khi ngựa 21 ngày, tiêm phòng lần 1 khi ngựa 90 ngày, tiêm lặp lại. Dùng Levamixon 7%, 1ml/ 15 kg thể trọng, tiêm bắp. Đối với ngựa trưởng thành, cũng dùng levamixon 7% hoặc Hemectin để tiêm phòng bệnh, định kỳ 1 năm 2 lần. Phòng bệnh định kỳ là một khâu rất quan trọng trong quy trình chăn nuôi. Phòng bệnh tốt không những giúp ngựa phát triển tốt mà còn giúp người chăn nuôi giảm thiểu rủi ro, tăng hiệu quả kinh tế.

## Sinh sản

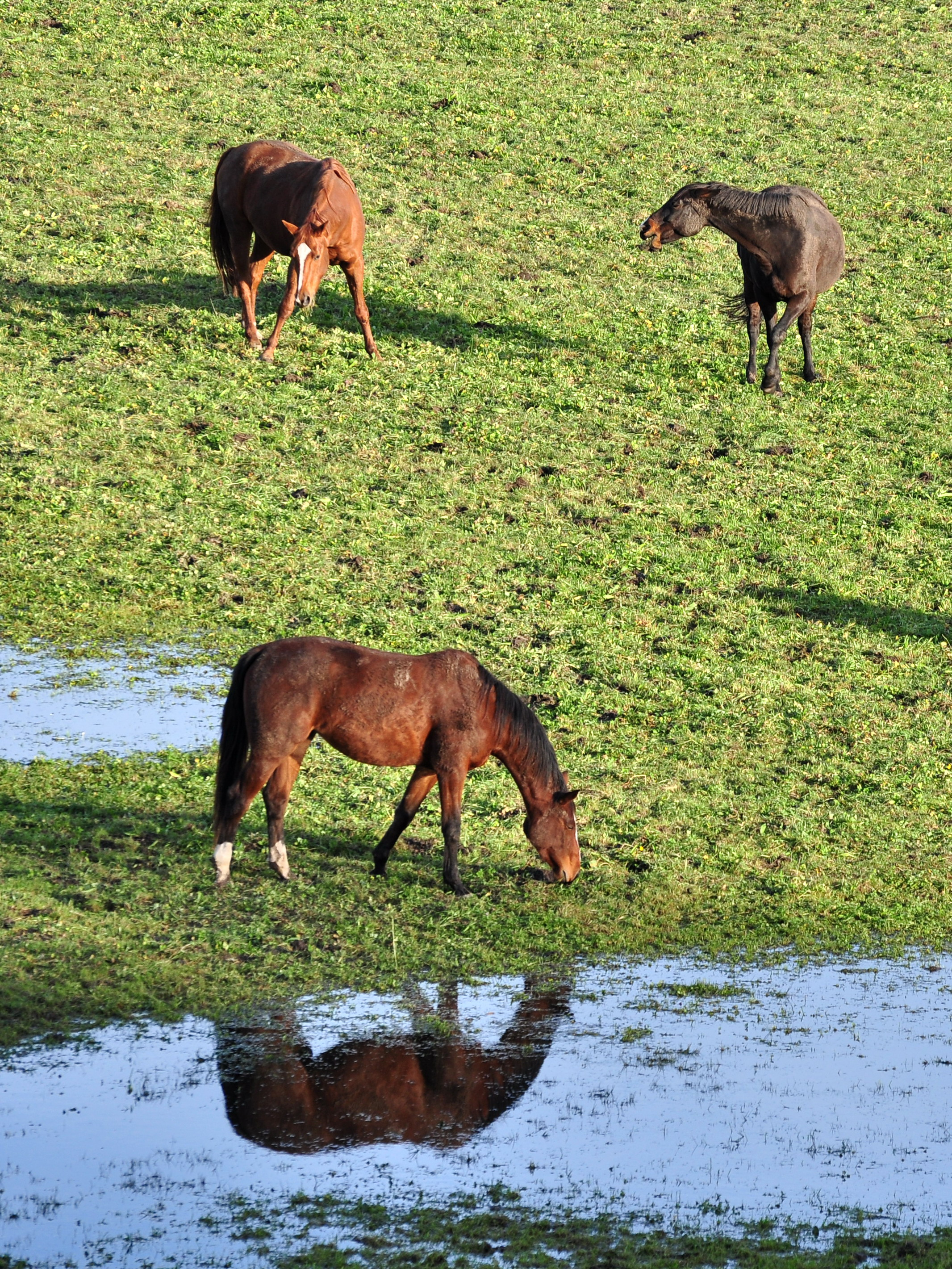
Đàn ngựa trên thảo nguyên

Đặc tính của ngựa cứ trung bình khoảng năm rưỡi mới sinh một lứa nên số lượng ngựa không nhiều như những loại vật nuôi khác, hơn nữa việc nuôi ngựa cũng đòi hỏi sự chăm sóc công phu hơn. Có thể nhìn vào trạng thái sức khoẻ, lượng sữa, sức phát triển của ngựa con để biết chế độ nuôi dưỡng ngựa mẹ tốt hay xấu. Gần đến ngày đẻ ngựa kém ăn, không yên tĩnh, thường ngó nhìn bụng. Đường sinh dục mở to, bầu vú phát triển nhanh. Trước khi đẻ 2 ngày trong núm vú có đầy sữa đầu, núm vú to lên, có con sữa rỉ ra từng giọt, có con sữa quấn khô lại bịt lấy nuốm vú. Khi thấy sữa đã chảy ra từng giọt thì trong ngày hoặc sang ngày sau thì ngựa đẻ.
Sự biến đổi của bầu vú là hiện tượng đáng tin cậy để phán đoán ngày đẻ của ngựa, tuy nhiên nếu nuôi dưỡng không tốt thì biến đổi của bầu vú không rõ lắm. Ngựa cái thường đẻ vào chiều và đêm. Lúc gần đẻ con vật bồn chồn, đứng nằm không yên. Có con chân trước cào đất, chân sau đá vào bụng, cong lưng mà rặn. Ngựa thường rặn đẻ đột ngột, bắt đầu rặn một lúc thì nằm xuống. Có trường hợp khi bọc ối lòi ra thì ngựa mẹ đứng lên ngay hoặc do thai dãy yếu nên bọc ối không vỡ ra được. Phải xé rách bọc ối ngay, nếu để chậm ngựa con dễ bị ngạt. Nếu thai thuận, ngựa đẻ bình thường thì thời gian đẻ chỉ kéo dài 20-30 phút. Ngựa con khoẻ mạnh thông thường tự nó đạp rách và giải phóng khỏi màng thai.
Người chăn nuôi chỉ cần cắt rốn (có trường hợp rốn tự đứt). Cắt rốn cách bụng 2 cm, sát trùng bằng cồn iôt để tránh nhiễm trùng. Dùng rơm hoặc cỏ khô mềm lau toàn thân ngựa con. Móc hết nhớt ở mồm, mũi và tai. Sau 30 - 60 phút, ngựa con đứng dậy được và tìm vú mẹ. Nếu ngựa con yếu, người chăn nuôi cần hỗ trợ nó bằng cách nâng nó đứng lên, giúp tìm vú mẹ và đỡ nâng thân mình để nó bú được sữa đầu càng sớm càng tốt. Cho ngựa con bú đầy đủ sữa đầu có ý nghĩa hết sức quan trọng vì sữa đầu giàu chất dinh dưỡng, có kháng thể miễn dịch có lợi cho sự chống đỡ bệnh tật của ngựa con. Độn rơm hoặc cỏ khô để giữ nền chuồng ấm, tránh lạnh cho cả mẹ và con. Lúc đầu khoảng 1 giờ ngựa con bú một lần. Nếu ngựa mẹ phải đi làm việc sớm thì vần chú ý trong hai tháng đầu cứ 2 giờ phải cho ngựa mẹ nghỉ để ngựa con đến bú một lần.